# バンダ湖
バンダ湖（バンダこ、Lake Vanda）は南極大陸 ロス海属領 ヴィクトリアランド ライト谷にある湖沼である。この湖は 5 キロメートルの長さがあり、最大深度は 69 メートルである。 1968年から1995年までの間、ニュージーランドが湖岸にバンダ基地を設置していた。バンダ湖は、海水の 10 倍以上の濃度の塩分を持つ塩湖であり、これは死海の塩分濃度より高く、世界で最も塩分濃度が高いといわれるジブチのアッサル湖よりもさらに高い可能性が高い。この湖は、深部の水がより浅い水域の水と混合しない部分循環湖でもある。夏季においても3メートル以上の氷に覆われているが、湖底の水温は摂氏25度に達する。この湖は南極横断山脈のドライバレーにある多くの塩水湖のうちの1つである。南極大陸最大の川であるオニキス川は、海から遠ざかる方向に西に流れてバンダ湖へ流入する。河口に観測所がある。オニキス川とバンダ湖に魚はいない。微生物だけが見られる。

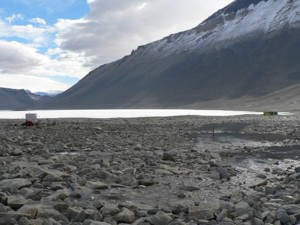
氷結したバンダ湖。右手前にオニキス川が見える。

バンダ基地は、「ロイヤルバンダ湖水泳クラブ」が存在することでよく知られていた。バンダ基地への来訪者は、夏の期間に、氷冠の辺縁部が解けてできた「堀」状開水部の高塩分水につかることにより、このクラブの袖章を授与された。多くの高官や政治家がこのクラブに入会した。水につかる際には、裸でなければならない（ルール 1）、頭部まで完全に潜らなくてはならない（ルール 4）、バンダ基地スタッフによる証拠写真撮影を妨げてはならず（ルール 6）、また、その際には局部を何かで隠すことは認められたが、それは緑色をした自然物でなければならない（ルール10）とされるなど、いくつかのルールが存在した。
寒期には、この堀は再凍結するが、表面から数メートルにわたり完全に透明な氷となる。
1995年、湖の水位上昇のため、バンダ基地は閉鎖され、無人の避難所（バンダ湖建屋、延べ床面積 30 平方メートル）に置き換えられており、数名の研究者が定期的に訪れている。

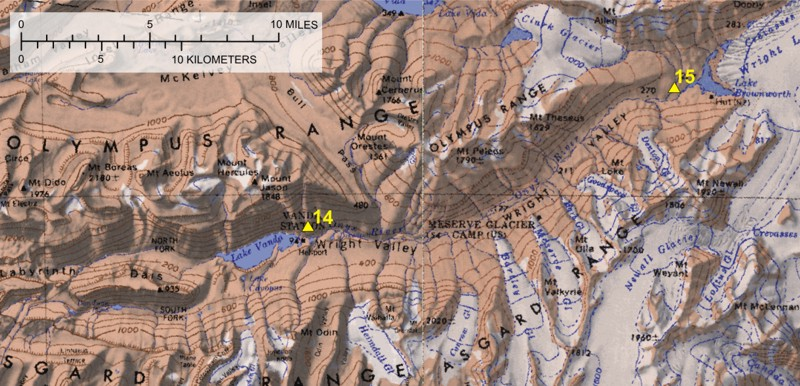
バンダ湖・オニキス川のあるライト谷の地図